# Victor Scialac
Victor Scialac (in siriaco: Naṣrallāh Shalaq al-'Āqūrī; Libano, ... – Francia, ...; fl. XVII secolo) è stato un religioso, insegnante e traduttore libanese.

## Biografia

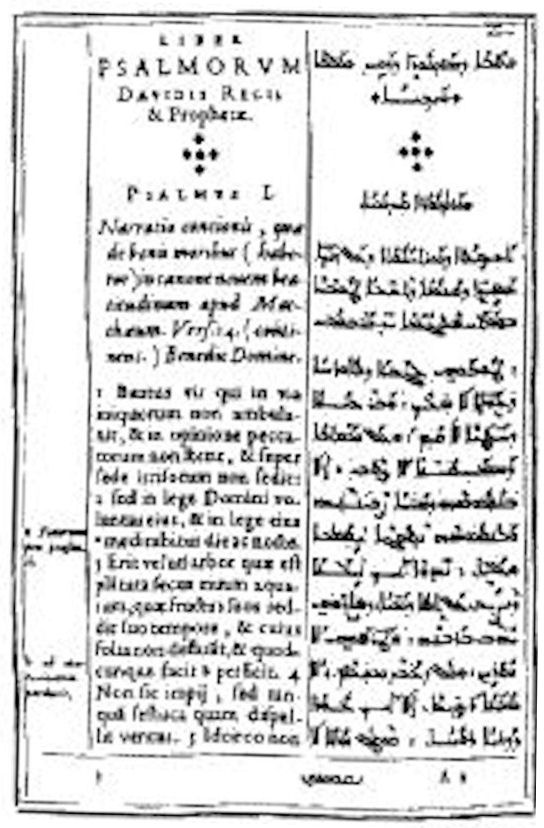
Salterio latino-siriaco di Gabriel Sionita e Victor Scialac, 1625, stampato da Antoine Vitré con i caratteri di François Savary de Brèves.

Victor Scialac fu un erudito maronita del XVII secolo, famoso per il suo contributo alla pubblicazione nel 1625 a Parigi del Salterio latino-siriaco, in collaborazione con l'orientalista francese François Savary de Brèves.
Victor Scialac è stato studente del Collegio Maronita a Roma, e insieme a Gabriel Sionita (Jibrā'īl aṣ-Ṣahyūnī) è stato reclutato da François Savary de Brèves per il lavoro editoriale e di traduzione. 
Victor Scialac ha partecipato a Roma al lavoro della stamperia editrice di Brèves, la Typographia Savariana, stampando in edizione bilingue latino-arabo un catechismo del cardinale Bellarmino nel 1613, così come nel 1614 un'edizione bilingue siriaco-latino del Libro dei Salmi, in quarto.
Victor Scialac successivamente accompagna Brèves a Parigi, con un altro monaco Maronita Johannes Hesronita (Yūḥannā al-Ḥaṣrūnī), per pubblicare la prima parte di una Grammatica Arabica Maronitarum.
Brèves tentò anche di fondare un collegio di studi orientali a Parigi, ma non ci riuscì per mancanza di fondi. Tuttavia riuscì ad ottenere pensioni regie per Sionita e Scialac, come interpreti e professori di arabo e siriaco al Collège Royal de France.